# 브래드포드 법칙
브래드포드의 법칙(Bradford's law)은 Samuel C. Bradford가 1934년에 처음으로 제시한 패턴으로, 과학 학술지 들에서 참고문헌의 검색이 지수적으로 수확체감하는 것에 대한 추정을 말한다. 이 원리와 관련된 다른 공식들이 다수 존재한다. 그중 한 가지 공식은 한 분야의 학술지들을 전체 수록 논문 수를 기준으로 1/3씩 세 집단으로 분류할 경우에, 각 집단의 학술지 수가 1:n:n²에 비례한다는 것이다.
다른 많은 분야에서는 이 패턴을 파레토 분포(Pareto distribution)으로 부르고 있다. 

## 같이 보기
- 페이지랭크